# Dogger (Seegebiet)

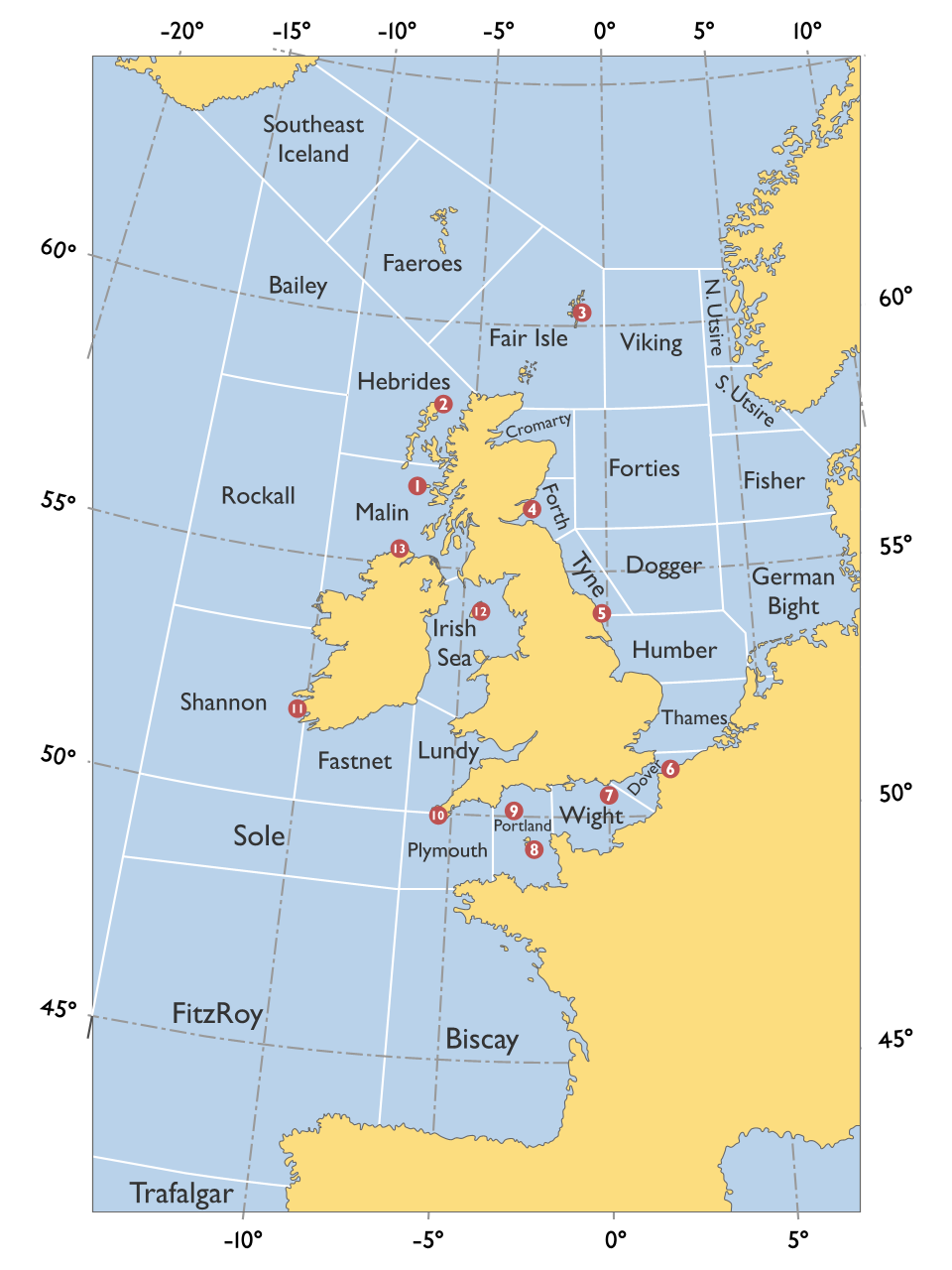
Karte der Seegebiete in Nordsee und Ostatlantik gemäß dem Sprachgebrauch des Seewetterdienstes (Shipping Forecast) der BBC (Skagerrak fehlt)

Der Dogger ist ein Seegebiet östlich der englisch-schottischen Küste. Im Norden ist das Gebiet durch Forties begrenzt, im Osten grenzt daran das Seegebiet Deutsche Bucht und im Süden Humber in der Südwestlichen Nordsee. Im Dogger erstreckt sich eine große und langgestreckte Untiefe, die Doggerbank. 

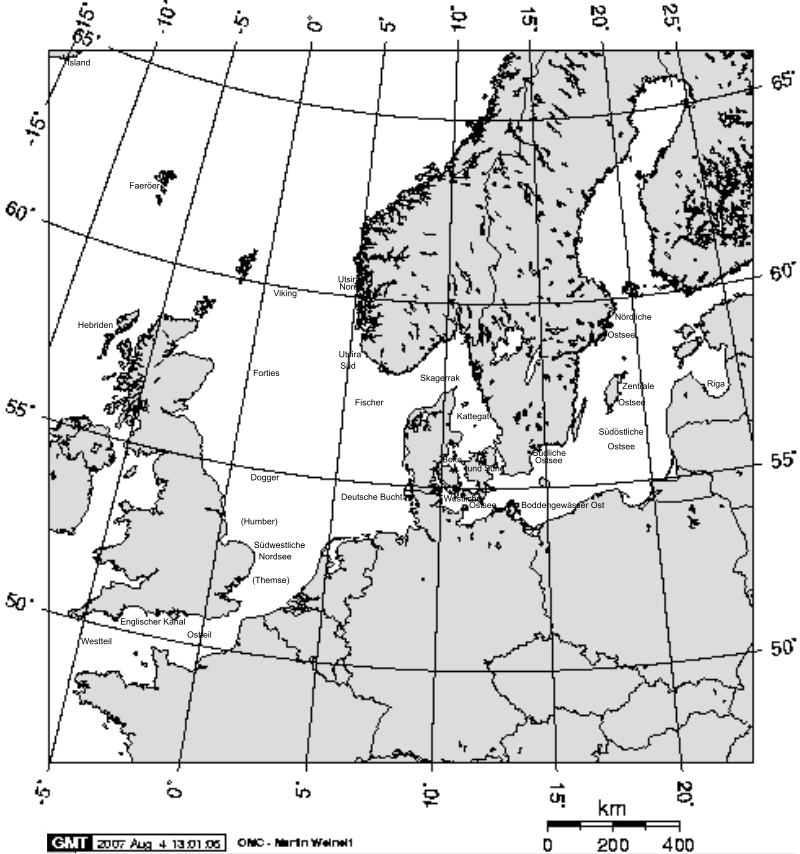
Nord- und Ostsee mit den Seegebieten

Weitere Seegebiete in der Nordsee:
- Viking
- Utsira
- Skagerrak
- Fischer
- Deutsche Bucht